# Toshihiro Yamaguchi
Toshihiro Yamaguchi (jap. 山口 敏弘 Yamaguchi Toshihiro; * 19. November 1971 in der Präfektur Kumamoto) ist ein ehemaliger japanischer Fußballspieler.

## Nationalmannschaft
1994 debütierte Yamaguchi für die japanische Fußballnationalmannschaft. Yamaguchi bestritt vier Länderspiele. Mit der japanischen Nationalmannschaft qualifizierte er sich für die König-Fahd-Pokal 1995.